# Gaetano D'Agata
Gaetano D'Agata (1883 – 1949) è stato un fotografo italiano di paesaggi, attivo soprattutto a Taormina prima della seconda guerra mondiale.

## Biografia
D'Agata era nato ad Aci Sant'Antonio, in provincia di Catania. Giunse giovanissimo a Taormina, e vi si stabilì, sposandosi con una donna del luogo.
Viaggiò fuori d'Italia, in Irlanda, Spagna, India e Stati Uniti, dove aprì anche un atelier fotografico a New York, che però rimase aperto solo per un anno.
Falzone Barbarò (p. 25) lo segnala fra gli assistenti di Gloeden nel periodo del suo massimo successo, cioè verso il primo decennio del XX secolo. E che la collaborazione possa essere andata oltre lo fa pensare il fatto che alcune foto da lui firmate sono ambientate nel giardino di Gloeden stesso.
Intorno agli anni a cavallo del primo conflitto mondiale D'Agata riuscì ad aprire un proprio studio fotografico, che i timbri sul retro delle sue foto registrano sul Corso Umberto (la via più importante) di Taormina.

## La produzione commerciale
D'Agata ebbe una più che dignitosa produzione come paesaggista "da cartolina", e molte sue foto "di genere" furono usate per l'appunto per cartoline che rimasero in circolazione per svariati decenni. Carretti siciliani, l'Etna fumante, il Teatro greco, "tipi siciliani": la sua produzione si rivolge a soddisfare la domanda di scene "di genere" richiesta dal grande pubblico e la stampa delle sue immagini ebbe diffusione di massa, anche con decine di migliaia di esemplari. In questo campo D'Agata si rivelò un buon fotografo commerciale, tecnicamente all'altezza del suo còmpito e del mercato che aveva scelto. Questa produzione ricevette anche dei premi, come rivela il fatto che le sue cartoline sono firmate "Premiata Fotografia d'Arte G. D'Agata".

## La produzione di nudo maschile
Accanto a quella di paesaggi D'Agata ebbe, fra il 1920 e 1930 circa, una meno riuscita (anche se ai nostri giorni commercialmente più richiesta sul mercato antiquario) produzione artistica di foto di nudo maschile, nella quale però il desiderio d'imitare in modo troppo letterale l'arte di Gloeden nuoce al risultato complessivo, privandolo di originalità.
Al fotografo siciliano mancava il background culturale e artistico posseduto da Gloeden, e per lui l'universo di modelli di riferimento si limitava sostanzialmente alla  produzione del solo Gloeden. La sua produzione di nudo maschile si muove quindi sostanzialmente all'interno dell'immaginario creato da Gloeden, di cui ripropone temi, pose ed ambientazioni, limitandosi a variazioni sul tema. Ad esempio, la sua immagine più celebre non è altro che un'imitazione palese di una delle immagini più fortunate di Gloeden, il Caino.
Anche se non mancano immagini riuscite, complessivamente ne risulta una proposta impoverita, e particolarmente debole nelle "messe in posa" dei modelli.

Ineccepibile, per contro, l'aspetto tecnico di queste fotografie, che rivelano il sicuro mestiere del professionista. Quest'ultimo fatto garantisce buone quotazioni alle rare immagini di D'Agata che appaiono sul mercato antiquario.

## Un giudizio critico
Secondo Giuseppe Vanzella,